# Триъгълник-обръщало
 Триъгълникът-обръщало  е свързване на релсовия път на влакова композиция или трамвай като триъгълник, което спомага да се обърне посоката на движение на железопътното транспортно средство на 180°.
Триъгълникът-обръщало обикновено се състои от същинския релсов път, две криволинейни разклонения и задънен край с упор. Двете разклонения са свързани помежду си и същинския релсов път с помощта на стрелки. Този вариант се използва, когато релсовият път е единичен, тоест влаковата композиция трябва да застане на същите релси, по които е дошла, но в обратна посока. Възможен е също така вариант, при който подвижният състав идва по едни релси, а се връща по успоредни на тях – когато релсовият път е двоен (както е на схемата). Дължината на задънения край се проектира така, че на него да се съберат двата локомотива, обръщащи се на този участък и запас от 5 метров. Минималният радиус на кривите на триъгълника не може да е по-малък от радиуса на кривите, по които може да мине подвижния състав и обикновено е 180—200 метра за влакова композиция.
Основно преимущество на триъгълника-обръщало пред кръговото обръщало са по-малките разходи при изграждането и обслужването му. Освен това на триъгълника-обръщало сравнително лесно може да смени посоката си на движение голям подвижен състав, докато при кръговото обръщало трябва да се обръща всеки вагон поотделно. Основен недостатък на триъгълника е голямата площ, необходима за изграждането му, когато става въпрос за влакови композиции. При трамвайни композиции обаче площта, необходима за това съоръжение е по-малка, отколкото за кръгово обръщало, тъй като радиусът на обръщалото трябва да е съобразен със сравнително ниските възможности на трамвая да взима завои.
Тъй като триъгълниците за обръщане обикновено се разполагат в локомотивните депа, за икономия на място между разклоненията на триъгълника се изграждат цеховете на депото, горивните складове или други елементи на депото.
Триъгълниците за обръщане са най-разпространени на железопътните линии и Съединените щати. Причините за това са няколко. Много от американските жп линии са били изграждани в слабо населени райони, които е давало на строителите им пълна свобода при строителството на необходимите комуникационни съоръжения. Освен това, първите локомотиви са можели да се движат само в една посока и за да сменят посоката на движение е трябвало да бъдат обърнати. Освен това в САЩ са разпространени вагоните, в които ориентирането им по посока на движението или срещу нея има значение. Например, платформите за превоз на автомобили трябва да са в определено направление.
В Европа строителството на жп пътищата е започнало при вече инфраструктура и възможностите за изграждане на такива заемащи много площ съоръжения били ограничени. Може би именно затова по европейските жп линии още от самото начало били използвани локомотиви, имащи заден ход.
В България за пътническите и товарните вагони посоката на движение е без значение. При пътническите вагони това се разбира от коридора, минаващ покрай купетата, който при едни вагони в една и съща композиция е отляво на посоката на движение, а в други – отдясно.